# Київський природничо-науковий ліцей № 145

Зовнішній вигляд ліцею

Київський природничо-науковий ліцей № 145 (КПНЛ № 145), також Природничо-науковий ліцей (ПНЛ), школа № 145, фізико-математична школа № 145 — освітній заклад у Печерському районі міста Києва, за адресою вулиця Шота Руставелі, 46. Навчання здійснюється українською мовою. У ліцеї навчаються учні 8—11 класів, прийом до 8—9 класів здійснюється на конкурсній основі. Профільні дисципліни: фізика, математика, інформатика, хімія, біологія.

## Історія
В 1962 році рішенням Київського державного університету імені Тараса Шевченка і Київської міської ради народних депутатів була відкрита спеціалізована фізико-математична школа для киян з метою задоволення потреби у навчанні обдарованих дітей та спрямування їх до подальшого навчання: у першу чергу до університету Шевченка, потім до Київського політехнічного інституту, а також до інших університетів та інститутів технічної спрямованості.

## Навчання
Навчання в ліцеї триває протягом чотирьох (трьох) років і складається з двох етапів. На першому — адаптаційному етапі (8—9-ті класи) розкриваються, уточнюються та розвиваються здібності учнів. Ліцеїсти, закінчуючи загальноосвітню підготовку в обсязі дев'ятирічної школи, переходять до поглибленого вивчення фізики, хімії, математики, інформатики, біології.
На другому етапі (10—11-ті класи) остаточно формуються та закріплюються знання, вміння та навички на основі спеціалізації та передпрофесійної кваліфікаційної підготовки. Учні ліцею мають можливість вибирати спецкурси для поглиблення знань у певній галузі.
Наявність двоетапного навчання дає можливість учневі на першому етапі (у випадку неправильного вибору) безконфліктно повернутися до навчання в іншій школі; на другому етапі через діагностування здібностей та нахилів до спеціалізації розвинути ці якості з найвищою результативністю.
У 8 класі починається вивчення теоретичного та практичного курсу інформатики.
Викладання профільних предметів математики і фізики у 8-11-х класах ліцею ведеться за програмами, розробленими вчительським колективом ліцею у співпраці з представниками Київського національного університету ім. Тараса Шевченка. Лекції і спецкурси в ліцеї читають викладачі ВНЗ та наукові працівники НАН України.
Ліцей не має окремої моделі і кольору форми чи одягу, але відповідно до статуту ліцею всі учні зобов'язані мати діловий одяг.

## Матеріально-технічна база
- 3 комп‘ютерні класи;
- лінгафонний кабінет;
- доступ до мережі Інтернет (виділена лінія);
- інформаційно-бібліотечний комплекс;
- 19 навчальних кабінетів;
- 4 фізичні лабораторії;
- хімічний кабінет;
- 6 інтерактивних мультимедійних комплексів;
- Hi-Class.

## Гуртки
У ліцеї діють різні клуби та гуртки.
Інтелектуальні ігри:
- клуб «Ерудит»;
- гурток гри го;
- клуб веселих і найкмітливіших.

Інші гуртки:
- «Гармонія»;
- гурток капоейри;
- майстер-класи «Основи театрального мистецтва»;
- театральний гурток;
- вокальна студія «Струни душі»;
- художня студія «Палітра»;
- туристичний клуб «Азимут».

## Традиції ліцею
- У ліцеї запроваджена автоматизована система стеження за відвідуванням занять. Кожен учень отримує електронний пропуск, за яким він проходить через турнікет щоразу входячи чи виходячи з ліцею.
- Однією з основних традицій закладу є посвята у ліцеїсти. Це звання учні отримують у десятому класі після посвяти на Дні ліцеїста. При посвяті учні зобов'язуються дотримуватись Кодексу честі та гідності ліцеїста. Будучи посвяченими, ліцеїст отримує ліцейний значок та примірник Кодексу честі та гідності. Традиційно, зовнішній вигляд значка щороку змінюється.

- День знань (1 вересня):
  - науково-практична конференція;
  - презентація предметних кафедр;
  - контрольні роботи з фізики і математики для всіх класів.
- Туристичний зліт (вересень)
- День ліцеїста (грудень):
  - гра-випробування «Мурашник»;
  - посвята в ліцеїсти;
  - родинне свято «Ми всі — одна сім'я».
- Відкриття ігрового сезону в клубі інтелектуальних ігор .
  - тематичні ігри в клубі «Ерудит».
- Акція «Молодь за здоровий спосіб життя».
- Ритуал пам'яті до дня Перемоги.
- «Сузір'я талановитих»" — свято вшанування призерів олімпіад, МАН, творчі звіти гуртків, клубів, класів.
- Свято останнього дзвоника:
  - урочиста лінійка;
  - капусник 10-х класів;
  - театралізована вистава 11-х класів.

## Педагогічний колектив

Нагороди ліцею

Педагогічний колектив становлять 56 педагогів, серед яких:
- 3 кандидатів наук;
- 2 доктори фізико-математичних наук;
- заслужений працівник освіти України;
- 1 народний вчитель України — Дружиніна Наталія Василівна[1]
- 2 заслужених вчителів України;
- 9 учитель-методистів;
- 9 старших вчителів;
- 32 вчителі вищої кваліфікаційної категорії;
- 8 лауреатів Соросівської премії.

## Відомі викладачі
- Князюк Андрій Валерійович (1960 — 2013)[2] — відомий український вчитель математики;
- Перга Віталій Михайлович (1934—1994) — відомий український фізик, доктор наук, проректор КНУ ім. Т. Г. Шевченка;
- Хольвінська Лідія Михайлівна — вчителька фізики, кавалер ордена За заслуги ІІІ ступеня[3].
- Шапіро Анатолій Ізраїлевич (1938—2001) — відомий український вчитель фізики, багаторічний голова Асоціації вчителів фізики України, член редколегії журналу «Квант», заступник редактора газети «Фізика»[4];

## Випускники
Більшість випускників КПНЛ № 145 здобули вищу освіту. Близько 1800 осіб захистили кандидатські дисертації, а 170 — докторські.
Випускники ліцею нині працюють по всьому глобальному суспільстві, в самих різних країнах світу і галузях глобального господарства. Серед випускників ліцею можна знайти шанованих вчених (математиків, фізиків, хіміків, біологів та ін.), викладачів, лікарів, керівників, бізнес-аналітиків, програмістів, акторів і музикантів, релігійних діячів.

### Відомі випускники
- Ар'єв Володимир — народний депутат України (VI—IX скликання), віце-президент ПАРЄ (2015, 2018);
- Булкін Кирило — актор, керівник театру, журналіст[5];
- Васильченко Юрій — голова Державної інспекції містобудування України [Архівовано 2 Вересня 2021 у Wayback Machine.][6]
- Вовк Дмитро — голова НКРЕКП (2015—2018);
- Вязовська Марина — математик, професор, нагороджена медаллю Філдса (2022);
- Гурієв Сергій Маратович — економіст, головний економіст ЄБРР, декан Лондонської Школи Бізнесу.
- Кантер Леонід — продюсер, кінорежисер, тележурналіст, письменник;
- Квасков Євген - громадський діяч, освітянин, доброволець, військовослужбовець Збройних сил України
- Клімкін Павло — міністр закордонних справ України (2014—2019);
- Коболєв Андрій — голова правління АТ "НАК «Нафтогаз України»;
- Костерін Сергій - академік Національної Академії Наук України, професор, доктор наук, лауреат Державної премії України в галузі науки і техніки, Заслужений діяч науки і техніки України, Лауреат премій імені академіка О. Палладіна та академіка П. Костюка Національної Академії Наук України, премії імені Тараса Шевченка Київського національного університету імені Тараса Шевченка. Почесна Грамота Верховної Ради України "За особливі заслуги перед Українським народом". Підготував 7 докторів та 15 кандидатів наук у галузі біохімії та біофізики.
- Кучеренко Олексій — народний депутат України (III, V, VI, IX скликання), міністр з питань ЖКГ України (2007—2010);
- Мась Олексій — власник і керівник відомих IT і медіа-проектів[7].
- Милованов Тимофій —  колишній міністр розвитку економіки, торгівлі та сільського господарства України.
- Миронцов Микита — доктор фізико-математичних наук;
- Хміль Роман — IT-бізнесмен, керівник департаменту в Міністерстві інфраструктури України (2015—2016).
- Цукрук Володимир — доктор хімічних наук, професор Georgia Institute of Technology[8].
- Шарапов Сергій - доктор фізико-математичних наук, український фізик, завідувач лабораторії Інституту теоретичної фізики імені М. М. Боголюбова НАН України
- Шоломко Дмитро — керівник Google в Україні (2007—2024).
- Юрик Іван  — член наглядової ради, член правління, в.о. голови правління Укрзалізниці.

За останні 10 років серед учнів:
- 18 призерів міжнародних олімпіад з фізики, математики, хімії, інформатики;
- 9 призерів міжнародних науково-практичних конференцій з фізики, хімії, географії;
- 41 призер Всеукраїнських олімпіад з фізики, математики, інформатики, хімії, біології, географії;
- 6 переможців та 16 призерів олімпіад фонду Сороса (з 1998 р.).

## Партнери
Ліцей № 145 має науково-методичні зв'язки з інститутами та установами НАН України:
- кібернетики ім. В. М. Глушкова;
- фізики напівпровідників;
- теоретичної фізики;
- математики;
- Інститут хімії поверхні імені О. О. Чуйка НАН України
- Інститут біохімії ім. О.В.Палладіна НАН України;
- психології та педагогіки професійної освіти АПН України.

Укладено угоди з вищими навчальними закладами:
- Київським національним університетом ім. Тараса Шевченка;
- Національним технічним університетом України «Київський політехнічний інститут».

## Символіка Ліцею

Прапор з гербом ліцею

### Гімн ліцею
Ми прийшли за знаннями сюди
Збагатити свій розум і душу,
Щоб упевнено йти до мети,
Щоб потрібними бути, мій друже.
Приспів:
Ліцеїсти, вірні друзі,
Ми вшануємо стіни величні,
Що дарують нам цінності вічні,
Щоб знайти своє місце в житті.
Непрості теореми життя
Навчимося ми легко долати,
Пронесемо палкі почуття
До улюбленої "Alma Mater".
Сто доріг, сто шляхів у житті
Вихованцям своїм відкриває,
Кожен рік наш ліцей. Побажаєм,
Щоб сюди й наші діти прийшли.
слова Левченко О.П.
музика Тальна В.А.

## Галерея

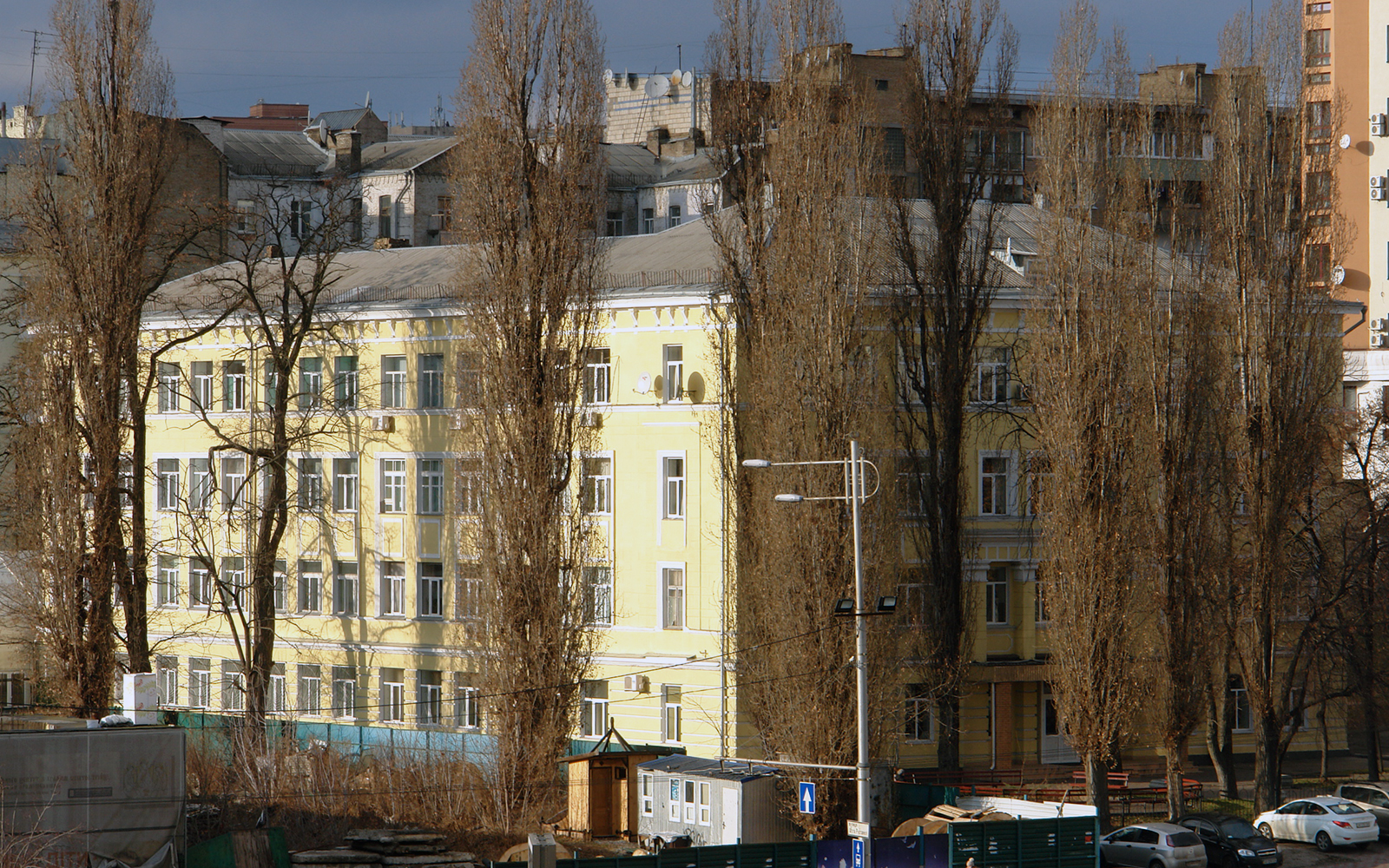
будівля школи типового проєкту 108-А, 1937 р., яку до 1962 займала школа № 51
Табличка
Вестибюль
Перший поверх
Радянські таблички
Другий поверх
Інформаційний стенд
Вітраж
Баскетбольний майданчик
Футбольний майданчик